# Municipio de Black River (Minnesota)
El municipio de Black River (en inglés: Black River Township) es un municipio ubicado en el condado de Pennington en el estado estadounidense de Minnesota. En el año 2010 tenía una población de 82 habitantes y una densidad poblacional de 1,32 personas por km².

## Geografía
El municipio de Black River se encuentra ubicado en las coordenadas 47°59′31″N 96°17′16″O / 47.99194, -96.28778. Según la Oficina del Censo de los Estados Unidos, el municipio tiene una superficie total de 62.05 km², de la cual 62,05 km² corresponden a tierra firme y (0 %) 0 km² es agua.

## Demografía
Según el censo de 2010, había 82 personas residiendo en el municipio de Black River. La densidad de población era de 1,32 hab./km². De los 82 habitantes, el municipio de Black River estaba compuesto por el 90,24 % blancos, el 8,54 % eran de otras razas y el 1,22 % eran de una mezcla de razas. Del total de la población el 8,54 % eran hispanos o latinos de cualquier raza.